# Littlebredy
Littlebredy – wieś w Anglii, w hrabstwie Dorset. Leży 11 km na zachód od miasta Dorchester i 194 km na południowy zachód od Londynu.